# سليمان الذويخ
سليمان يوسف صالح الذويخ (1935 - 15 يونيو 2021) نائب سابق في مجلس الأمة الكويتي.
شارك في انتخابات مجلس الأمة الكويتي 1963 في الدائرة الثانية، وفاز بالانتخابات التكميلية ، وشارك في انتخابات مجلس الأمة الكويتي 1967 في الدائرة الثانية، وحصل على المركز الأول بـ518 صوت وفاز بالانتخابات ، وشارك في انتخابات مجلس الأمة الكويتي 1971 في الدائرة الثانية، وحصل على 299 صوت وفاز بالمركز الرابع ، وشارك في انتخابات مجلس الأمة الكويتي 1975 في الدائرة الثانية، وحصل على 338 صوت وخسر بعد حلوله في المركز العاشر ، وشارك في انتخابات مجلس الأمة الكويتي 1992 في الدائرة التاسعة، وحصل على المركز السادس بـ199 صوت.